# Партитив
Партити́вний відмінок (партити́в, скорочено ptv, prtv, або part, що є менш однозначним) — граматичний відмінок, що відображає частковість, безрезультатність, або відсутність конкретної ідентичності. Також використовується у контекстах, де виокремлюється менша група з якоїсь більшої групи, або разом із числівниками.

## Балтійсько-фінські мови
У балтійсько-фінських мовах, як-от фінській та естонській, цей відмінок використовується для вираження неконкретності та неграничних дій. Наприклад, у наступних прикладах, де слова у цьому відмінку мають характерні закінчення -a / -ta:
- Після числівників, в однині: "kolme taloa" → "три доми" (на відміну від множини, де використовуються обидва відмінки: sadat kirjat "сотні книг", sata kirjaa "сотня книг", як неграничний об'єкт)
- Для позначення неграничних дій (наприклад, незавершених) та процесів, що тривають: "luen kirjaa" → "Я читаю книгу"
  - Для порівняння, для граничних дій використовується знахідний відмінок: "luen kirjan" → "Я прочитаю книгу (повністю)"
- З неграничними дієсловами, зокрема з дієсловами на позначення почуттів: "rakastan tätä taloa" → "Я люблю цей дім"
- У питаннях-запитах: "saanko lainata kirjaa?" → "Чи можна позичити книгу?"
- Для незлічуваних іменників: "lasissa on maitoa" → "у стакані є (трохи) молока"
- У складених виразах: "pala juustoa" → "шматок сиру"
- На позначення неконкретності: "onko teillä kirjoja?" → "чи в тебе є якісь книги?"
  - У порівнянні з називним відмінком: "onko teillä kirjat?" → "чи в тебе є (певні, конкретні) книги?"
- У запереченнях: "talossa ei ole kirjaa" → "Вдома немає книги"
- У порівняннях:
  - Замість "kuin" ("ніж, чим"): "saamista parempaa on antaminen" → "краще давати, ніж отримувати"
  - У більш поширеній формі, "antaminen on parempaa kuin saaminen", лише порівняльний прислівник parempi, "краще", у партитивному відмінку.

За замовчуванням, з-поміж партитиву та знахідного відмінка, перевага має надаватись партитиву. Наприклад, із числівниками в однині має завжди використовуватись партитив.
Партитив може позначати неграничність дії: ammuin karhun (знахідний відмінок) означає "я застрелив ведмедя (на смерть)", а ammuin karhua (партитивний відмінок) означає "Я стріляв [у] ведмедя", тобто не уточнюється, чи було хоча б попадання у ведмедя. Варто зауважити, що у фінській немає граматичного майбутнього часу, тому партитив є важливим уточненням стосовно теперішнього стану дії, на противагу тому, що буде в майбутньому. Отже, luen kirjaa означає "Я читаю книгу", у той час, як luen kirjan означає "Я прочитаю книгу". Власне, слово "luen" може означати "я читаю" або "я буду читати" залежно від відмінка об'єкта. Партитивна форма kirjaa означає незавершеність, отже, дія відбувається у теперішньому часі. Знахідна форма, kirjan, означає завершеність дії при використанні з дієсловом у минулому часі, та намір щось зробити у майбутньому, якщо дієслово вжито в теперішньому часі. Тому, luen kirjan означає "Я прочитаю книгу".
Прикладом неконкретності було наведено речення onko teillä kirjoja, в якому вжито партитив, бо мова йде про книги загалом, на відміну від прикладу з називним відмінком: onko teillä (ne) kirjat?, що означає "чи в тебе є (ті) книги?"
Партитив походить від старішого аблативного відмінка. Це значення збережено у деяких випадках: kotoa (з дому), takaa (ззаду).
У західних фінських діалектах може ставатись асиміляція закінчення -a партитивного відмінка в голосний, що стоїть перед закінченням, тобто відмінок у вимові відрізняється лише тривалістю голосного наприкінці. Наприклад, suurii → suuria "великих ...".

## Саамські мови
З-поміж саамських мов, інарі та скольтська досі мають партитивний відмінок, втім вони потрохи зникають, та замість них часто використовують інші відмінки.

### Скольтська саамська
Партитивний відмінок використовується лише в однині та є взаємозамінним із родовим. Закінчення партитивного відмінка: -d.
1. Після чисел, більше ніж 6:
kääuʹc čâustõkkâd: вісім лассо
Також можлива форма kääʹuc čâustõõǥǥ.
2. Після певних післяйменників:
kuäʹtted vuâstta: навпроти коти
Також можлива форма kuäʹđ vuâstta.
3. Разом із прикметником вищого ступеня в іменнику, з яким порівнюють:
Kåʹlled pueʹrab : кращий, ніж золото
Нині більш поширеною є форма pueʹrab ko kåʹll

## Російська
У російській мові на позначення партитивності зазвичай використовується родовий відмінок. Проте в деяких незлічуваних іменниках російської існує окремий розділовий відмінок (рос. Разделительный падеж), що має таке ж значення, також відомий, як "другий родовий відмінок". Розділовий відмінок виник від поєднання родових закінчень *-ŏ та *-ŭ в старослов'янській, після чого *-ŭ залишилось та набуло окремого значення.
У сучасній російській, розділовий відмінок здебільшого є необов'язковим. У значній кількості випадків розділовий та родовий відмінки є взаємозамінними: що чашка чаю, (розділовий) що чашка чая (родовий) означає "чашка чаю"; що много дыму (розділовий), що много дыма (родовий) означає "багато диму". Розділовому відмінку надається перевага при використанні з дієсловами: выпить чаю, "випити чаю". Родовий відмінок більш поширений при використанні прикметника стосовно такого незлічуваного іменника: чашка горячего чая — "чашка гарячого чаю".